# Rykoszet

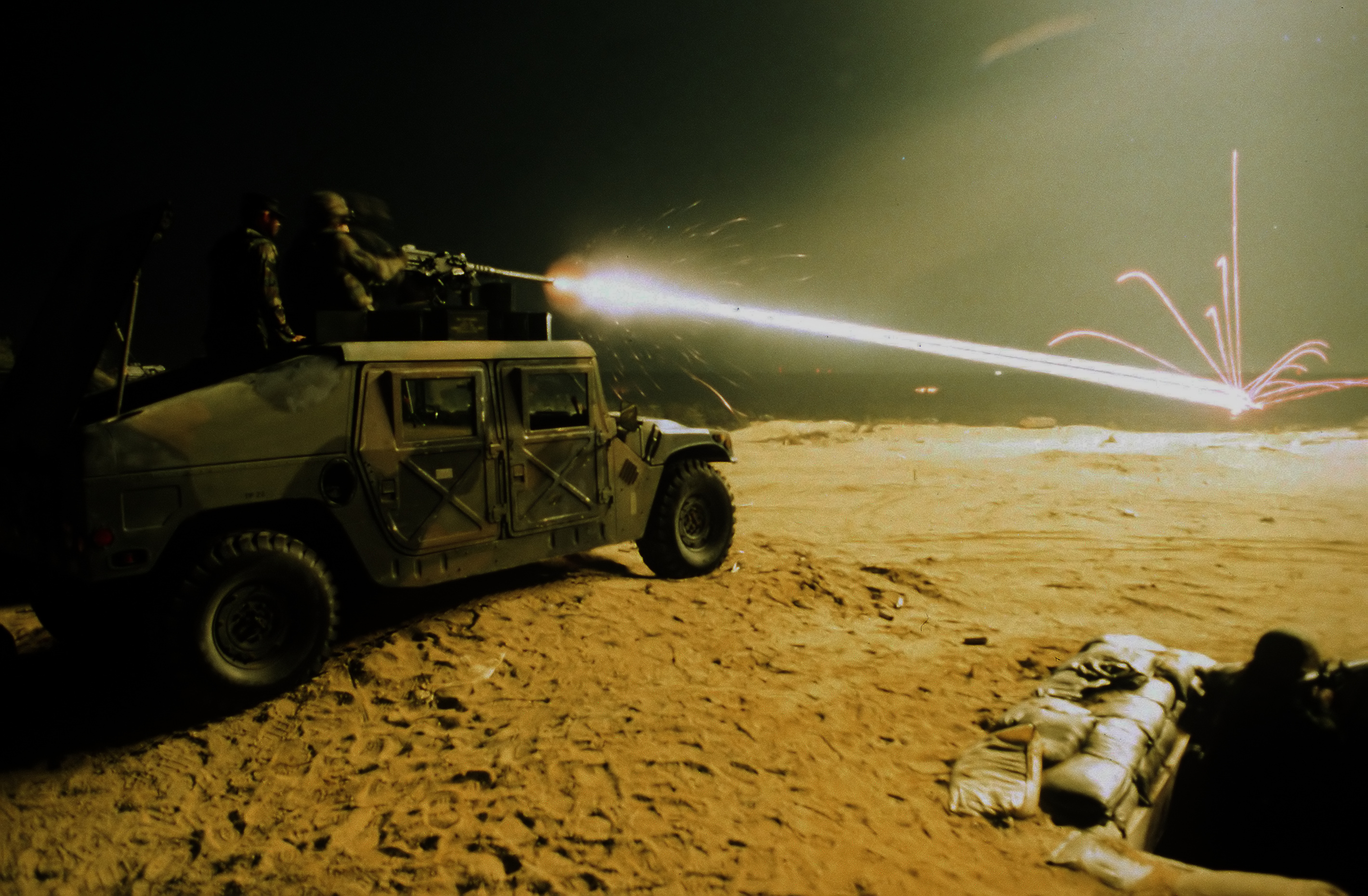
Rykoszet pocisków

Rykoszet – zmiana trajektorii lecącego przedmiotu, będąca wynikiem jego zderzenia z przeszkodą. Także określenie samego odbitego (zrykoszetowanego) przedmiotu. Termin stosowany zwłaszcza wobec pocisków wystrzeliwanych z broni palnej.